# Mobilizacja

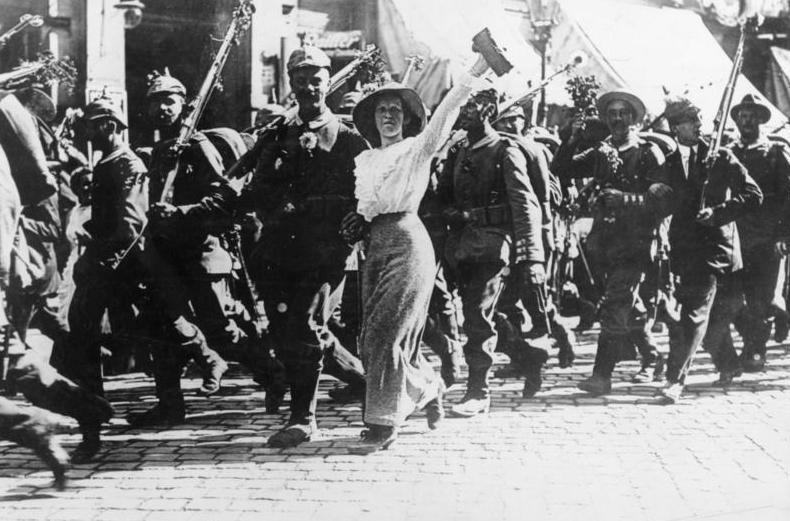
Mobilizacja w czasie I wojny światowej

Mobilizacja – przejście sił zbrojnych państwa z etapu pokojowego na organizację stanu wojny, przekształcenie gospodarki pokojowej w gospodarkę wojenną oraz dostosowanie administracji państwowej dla potrzeb wojny. Od daty rozpoczęcia mobilizacji oblicza się czas na osiągnięcie całkowitej lub częściowej gotowości do działań.
Ogłaszana zazwyczaj poprzez dekret głowy państwa lub specjalną ustawę, ma na celu przygotowanie wszystkich możliwych środków materialnych i ludzi do obrony kraju, w którym jest ogłaszana. Żołnierze rezerwy przechodzą w takim wypadku do służby czynnej, a na potrzeby wojska oddawane są m.in. pojazdy, a także niektóre budynki.
Przeciwieństwem mobilizacji jest demobilizacja.
W Polsce ostatnia mobilizacja powszechna została ogłoszona 30 sierpnia 1939 przez prezydenta RP Ignacego Mościckiego; dzień mobilizacji wyznaczono na 31 sierpnia 1939 (zob. mobilizacja w 1939).

## Rodzaje mobilizacji

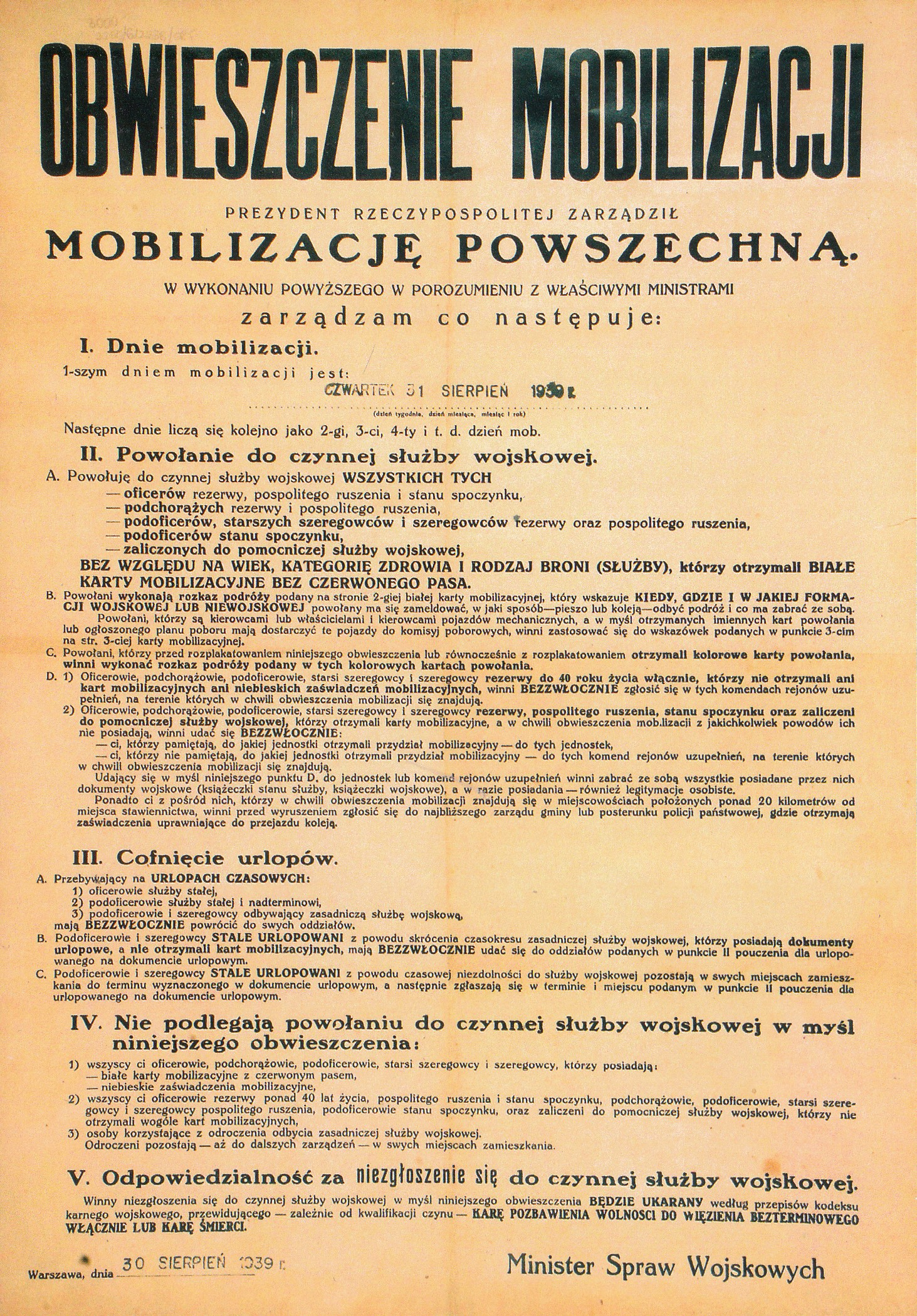
Obwieszczenie o mobilizacji w Polsce w 1939

- powszechna

jednoczesne rozwinięcie całości sił zbrojnych w wypadku nagłego wybuchu wojny lub zaistnienia sytuacji wskazującej na nieuchronność wybuchu wojny; decyzję o zarządzeniu mobilizacji powszechnej podejmuje Prezydent RP; decyzja przekazywana jest siłom zbrojnym w ramach systemu alarmowego oraz w formie komunikatów radiowych, telewizyjnych i prasowych dla społeczeństwa; organa administracji wojskowej i samorządowej rozplakatowują obwieszczenia o mobilizacji powszechnej
- częściowa

obejmuje część sił zbrojnych; przeprowadzana jest wtedy, gdy do wykonana zadań stojących przed siłami zbrojnymi wystarcza mobilizacja jednego lub kilku związków operacyjnych (taktycznych); mobilizacja częściowa przeprowadzana jest w zasadzie w razie lokalnego zagrożenia
- skryta

mobilizacyjne rozwijanie pojedynczych jednostek wojskowych lub ich grup, rodzajów sił zbrojnych; uruchomienie mobilizacji następuje na rozkaz szefa sztabu generalnego, przekazany do dowództw sił zbrojnych przez techniczne środki łączności lub łączników. Mobilizacja skryta może nastąpić jako reakcja na narastające zagrożenie konfliktem lokalnym z określonego kierunku i ma służyć ukryciu liczby rozwijanych wojsk oraz celu ich rozwijania
- jawna

podanie do publicznej wiadomości terminu uruchomienia mobilizacji dla części sił zbrojnych, lub zarządzenia w państwie mobilizacji powszechnej uruchamianej za pomocą komunikatów podanych przez środki masowego przekazu i obwieszczeń o mobilizacji; w określonych warunkach mobilizacja jawna może być zarządzona przed wybuchem wojny jako demonstracja siły; siły zbrojne po uruchomieniu mobilizacji jawnej realizują zadania stanu pełnej gotowości bojowej